# Chiloé-Beutelratte
Die Chiloé-Beutelratte (Dromiciops gliroides) ist eine Beuteltierart aus dem südwestlichen Südamerika. Zusammen mit zwei erst kürzlich beschriebenen Arten bildet sie die einzige lebende Gattung der Familie Microbiotheriidae, die wiederum die einzige Familie der Beuteltierordnung Microbiotheria ist.

## Verbreitung

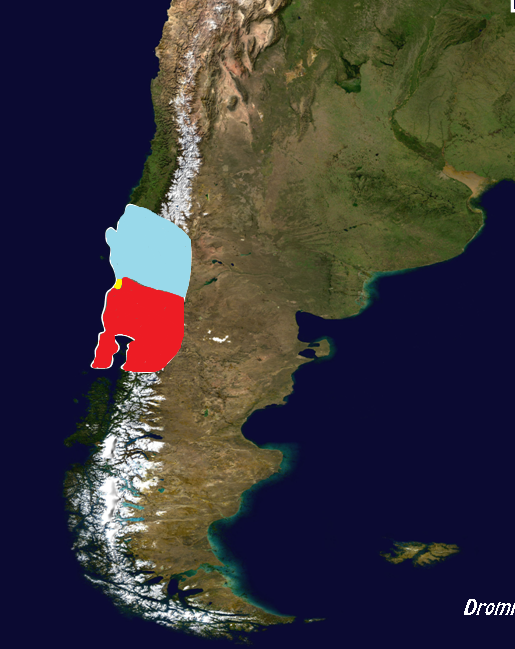
Verbreitungsgebiet der Gattung Dromiciops,
D. bozinovici (hellblau),
D. mondaca (gelb),
D. gliroides (rot)

Die Chiloé-Beutelratte lebt in Chile vom 40. bis zum 43. Breitengrad, im angrenzenden Argentinien sowie auf der zu Chile gehörenden Insel Chiloé.

## Beschreibung
Chiloé-Beutelratten sind rattenähnliche Tiere mit dichtem, kurzem Fell. Das hellbraun-graue Rückenfell hebt sich stark von dem helleren Seitenfell ab, das mit großen weißen Flecken vor und hinter den Schultern, sowie an der Hüfte durchsetzt ist. Der Bauch ist hellgrau bis gelblich-weiß gefärbt. Im hellgrauen Gesicht befinden sich deutliche schwarze Augenringe, der Nacken ist rötlich-braun gefärbt. Der Körper der Chiloé-Beutelratte wird 8,5 bis 12 Zentimeter lang, der Schwanz erreicht mit 9 bis 13 Zentimetern ungefähr die gleiche Länge. Ihr Gewicht liegt zwischen 16 und 42 Gramm. Der Schwanz ist bis auf einen haarlosen Bereich an der Unterseite der Schwanzspitze dicht behaart und leicht greiffähig. Chiloé-Beutelratten unterscheiden sich von den in ihrem Verbreitungsgebiet lebenden Zwergbeutelratten und Chilenischen Opossummäusen durch ihr marmoriertes Fell, sowie durch deutlich kleinere, nur spärlich behaarte Ohren gegenüber den Zwergbeutelratten und einen längeren Schwanz gegenüber den Chilenischen Opossummäusen. Das Weibchen besitzt einen kleinen, aber erkennbaren Beutel mit 4 Zitzen.

## Lebensweise
Chiloé-Beutelratten bewohnen kühle Wälder. Sie sind dämmerungs- und nachtaktiv und leben vorwiegend auf Bäumen. Sie bauen sich runde Nester aus Bambusblättern, die sie mit Gräsern und Moosen auspolstern. Wie der Artname gliroides andeutet, halten die Tiere in kühleren Regionen Winterschlaf. Hierfür wird im vorderen Teil des Schwanzes vorher ein Fettspeicher angelegt. Zumindest während der Paarungszeit leben Chiloé-Beutelratten in Paaren zusammen.

## Nahrung
Die Nahrung der Chiloé-Beutelratten besteht vorwiegend aus Insekten und deren Larven, gelegentlich auch aus pflanzlichem Material.

## Fortpflanzung
Die Paarung der Chiloé-Beutelratten findet im südamerikanischen Frühling statt. Einmal im Jahr bringt das Weibchen ein bis vier Jungtiere zur Welt. Nach der Zeit im Beutel klammern sich die Jungtiere während der nächtlichen Nahrungssuche der Mutter an deren Rücken fest und halten sich tagsüber in ihrem Nest auf. Nach dem Abstillen bleiben die Jungtiere noch längere Zeit in losem Kontakt mit den Eltern. Im zweiten Lebensjahr werden sie geschlechtsreif.

## Bedrohung
Nach einem Aberglauben der chilenischen Bevölkerung bringt es Unglück, eines dieser Tiere zu sehen oder im Haus zu haben. Deswegen soll es auch schon vorgekommen sein, dass Menschen ihre Häuser niederbrannten, nachdem sie eine Chiloé-Beutelratte darin gefunden hatten. Laut IUCN gelten diese Tiere als gering gefährdet („near threatened“).

## Systematik
Die Familie hat ihren wissenschaftlichen Namen von der fossilen Gattung Microbiotherium, die eng mit der Chiloé-Beutelratte verwandt war und während des Oligozäns und Miozäns in Südamerika lebte. Erstaunlicherweise gehört die Familie zur Überordnung Australidelphia, was bedeutet, dass die Tiere, obwohl sie in Südamerika leben, näher mit den Beuteltieren Australiens als mit den Beutelratten und Mausopossums des amerikanischen Kontinents verwandt sind. Die Art ist morphologisch so variabel, dass im April 2016 zwei weitere Arten der Gattung Dromiciops beschrieben und von Dromiciops gliroides abgetrennt wurden. Für die Dromiciops-Population zwischen dem 41. und 43. Breitengrad wurde die wissenschaftliche Bezeichnung Dromiciops bozinovici eingeführt, für eine kleine Dromiciops-Population bei San Martín im Nordwesten der Región de Los Ríos die wissenschaftliche Bezeichnung Dromiciops mondaca.